# Piotr Andrejew
Piotr Andrejew (ur. 27 października 1947 w Szczecinie, zm. 12 czerwca 2017 w Warszawie) – polski reżyser i scenarzysta.

## Życiorys
Absolwent VI Liceum Ogólnokształcącego im. Tadeusza Reytana w Warszawie (matura 1965). Ukończył studia na Uniwersytecie Warszawskim (1969, Wydział Historii Sztuki i Wydział Prawa) oraz Wydział Reżyserii Filmowej i Telewizyjnej Państwowej Wyższej Szkoły Filmowej, Telewizyjnej i Teatralnej im. Leona Schillera w Łodzi (1973).
Jego etiudy szkolne (m.in. Pajace) zwróciły uwagę oryginalnością stylu i wyrazem plastycznym. Zrealizował kilkanaście filmów krótkometrażowych współpracując z Wytwórnią Filmów Oświatowych w Łodzi (m.in. Idzie Mróz o rysowniku krakowskim Danielu Mrozie ze zdjęciami Jacka Zygadły i muzyką Henryka Kuźniaka), Wytwórnią Filmów Dokumentalnych w Warszawie i Se-ma-forem w Łodzi. Bliskimi współpracownikami Andrejewa w tym okresie w tym okresie byli Zbigniew Rybczyński, który był operatorem jego filmów (m.in. nagrodzonej w Oberhausen Rozmowy), Jerzy Zieliński, który jako operator i współscenarzysta pracował przy wielu jego filmach, a następnie Zbigniew Wichłacz, który zrobił m.in. zdjęcia do wielokrotnie nagradzanego filmu Okno.
Od 1975 członek Zespołu Filmowego „Kadr” w Warszawie (kierownik artystyczny Jerzy Kawalerowicz), dla którego zrealizował trzy filmy fabularne, telewizyjny Kradzież oraz kinowe Klincz i Czułe miejsca. Klincz jest zaliczany do filmów kina moralnego niepokoju. Kreacja aktorska Tomasza Lengrena sprawiła, że ten film o bokserze, który musi przegrać walkę (scenariusz napisany przez Andrejewa z Filipem Bajonem), wywołał oddźwięk na Festiwalu Polskich Filmów Fabularnych w Gdańsku (obecnie w Gdyni) i był wielokrotnie nagradzany.
Andrejew był współzałożycielem i pierwszym przewodniczącym Koła Młodych Stowarzyszenia Filmowców Polskich (1975–1977), oddał przewodnictwo tragicznie potem zmarłemu Wojciechowi Wiszniewskiemu.
Andrejew wyjechał w stanie wojennym w 1982 do Holandii. W ostatnich latach życia wykładał w Wyższej Szkole Sztuki i Projektowania w Łodzi. W 2012 uzyskał stopień naukowy doktora w zakresie sztuki filmowej. Autor powieści Magiczna godzina (2012) oraz książek o tematyce filmowej: Kompendium terminologii filmowej (2005) i Polsko-angielski słownik filmowy (2007).